# 吉姆亨利鎮區 (密蘇里州米勒縣)
吉姆亨利鎮區（英語：Jim Henry Township）是位於美國密蘇里州米勒縣的一個行政鎮區。

## 地方資料
吉姆亨利鎮區的面積為132.59平方千米，當中陸地面積為130.67平方千米，而水域面積為1.92平方千米。根據2020年美國人口普查的數據，當地共有人口950人，而人口密度為每平方千米7.16人。